# Богоявленский монастырь (Полоцк)
Свя́то-Богоявле́нский мужско́й монасты́рь (бел. Свята-Богаяўленскі манастыр) — упразднённая православная обитель в Полоцке (Беларусь). Состоял из каменного Богоявленского собора и жилого корпуса.

## Значение
В 1650-х годах игуменом Богоявленского монастыря был известный духовный писатель Игнатий (Иевлевич). В эти же годы в обители постригся Симеон Полоцкий. При монастыре существовала братская школа, в которой в 1656—1659 годах Симеон Полоцкий преподавал до своего переезда в Москву.

## История

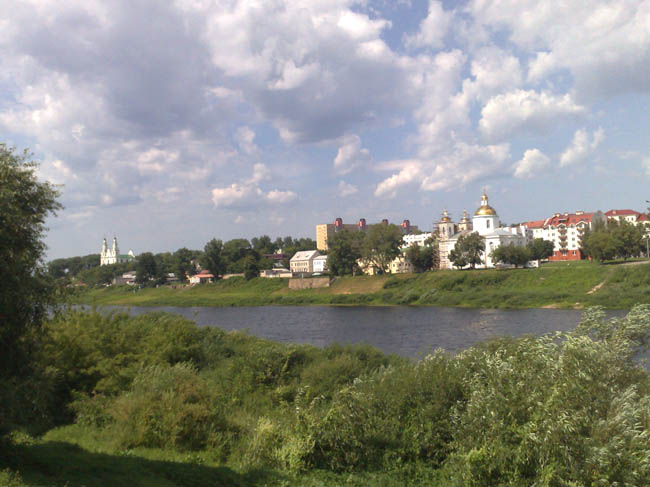
Вид на монастырские строения с левого берега Западной Двины

Монастырь был основан в 1582 году на правом берегу Западной Двины. Долгое время обитель была главным центром православия в Полоцке (так как более древний монастырь города — Спасо-Евфросиниевский — вплоть до XIX века не принадлежал Русской Православной Церкви).
В 1761—1779 годах был построен каменный Богоявленский собор. В 1780—1788 годах на средства, отпущенные императрицей Екатериной II, монастырь был существенно расширен по проекту Дж. Кваренги. К западу от храма, на месте деревянного здания братской школы, был возведён каменный двухэтажный корпус, в котором размещались кельи монахов, покои игумена и две теплые церкви — Свято-Евфросиниевская и Свято-Екатерининская.
В 1784—1791 и 1812—1900 годах в жилом корпусе монастыря размещалось народное училище, а в 1792—1812 годах — богадельня.
Монастырь упразднён в XX веке.

## Современное состояние

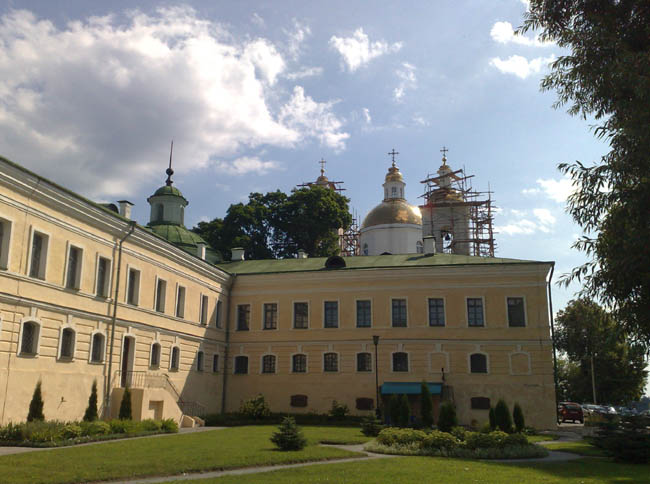
Жилой корпус Свято-Богоявленского монастыря

В 1970-х годах жилой корпус монастыря использовался как жилой дом. В настоящее время в здании жилого корпуса бывшего монастыря размещаются музей-библиотека Симеона Полоцкого и музей белорусского книгопечатания.
Богоявленский собор, служивший после реставрации 1981 года картинной галереей, в 1991 году вновь передан верующим и является кафедральным собором Полоцкой и Глубокской епархии.

## Настоятели
- Игнатий (1655—1660)
- Макарий (…—1818), переведённый в Курскую Коренную пустынь.
- Филадельф, архимандрит (1818—…), переведён из Шкловского Воскресенского монастыря; (1830)[2]
- Филарет (1840—1849)
- Павел (1849—1851)
- Григорий, архимандрит
- Мемнон (1875—1880)
- Неофит (Бельский Николай), архимандрит (? - 29.03.1888)
- Сергий (Певницкий Николай Тимофеевич), архимандрит (28.02.1894 - 12.01.1897)
- Игнатий, архимандрит (20.03.1897 - ?)